# Another Way
„Another Way” – singel włoskiego producenta muzycznego Gigiego D’Agostino wydany w 1999 roku. Został wydany na albumie o tym samym tytule.

## Lista utworów
- Płyta gramofonowa (1999)[1]

A „Another Way” (Tanzen Mix) – 7:38
B „Another Way” (LP Mix) – 5:59
- Płyta gramofonowa maxi–singel (2000)[2]

A „Another Way” (Club Mix) – 7:41
B „Another Way” (Radio Edit) – 3:45
- CD singel (2000)[3]

1. „Another Way” (Radio Edit) – 3:45
2. „Another Way” (Club Mix) – 7:41

- CD maxi–singel (2000)[4]

1. „Another Way” (Radio Cut) – 3:30
2. „Another Way” (Tanzen Mix) – 7:42
3. „Another Way” (LP Mix) – 6:02

- CD maxi–singel (2001)[5]

1. „Another Way” (Radio Cut) – 3:30
2. „Another Way” (Tanzen Mix) – 7:42
3. „Another Way” (LP Mix) – 6:02

- CD maxi–singel (2001)[6]

1. „Another Way” (Radio Cut) – 3:30
2. „Another Way” (Tanzen Mix) – 7:42
3. „Another Way” (LP Mix) – 6:02

## Notowania na listach przebojów
| Kraj       | Lista (2000)    | Najwyższa pozycja |
| ---------- | --------------- | ----------------- |
| Austria    | Singles Top 75  | 13                |
| Niemcy     | Singles Top 100 | 16                |
| Francja    | Top 100 Singles | 33                |
| Szwajcaria | Singles Top 75  | 61                |